# بيتروويس (مقاطعة أوتووك)
بيوتروويس هي قرية في منطقة إدارية تابعة لمنطقة غمينا كارزيو بمقاطعة اوتووك في محافظة مازوفيا في الوسط الشرقي لبولندا. تقع حوالي 9 كيلومتر (6 ميل) إلى الجنوب من كارسزي، و13 كيلومتر (8 ميل) من الجنوب من اوتووك و31 كيلومتر (19 ميل) إلى الجنوب الشرقي من مدينة وارسو. في عام 2013 كان عدد السكان حوالي 352. من عام 1975 إلى عام 1998 كانت القرية تنتمي إلى وارسو فويفود.

## معرض

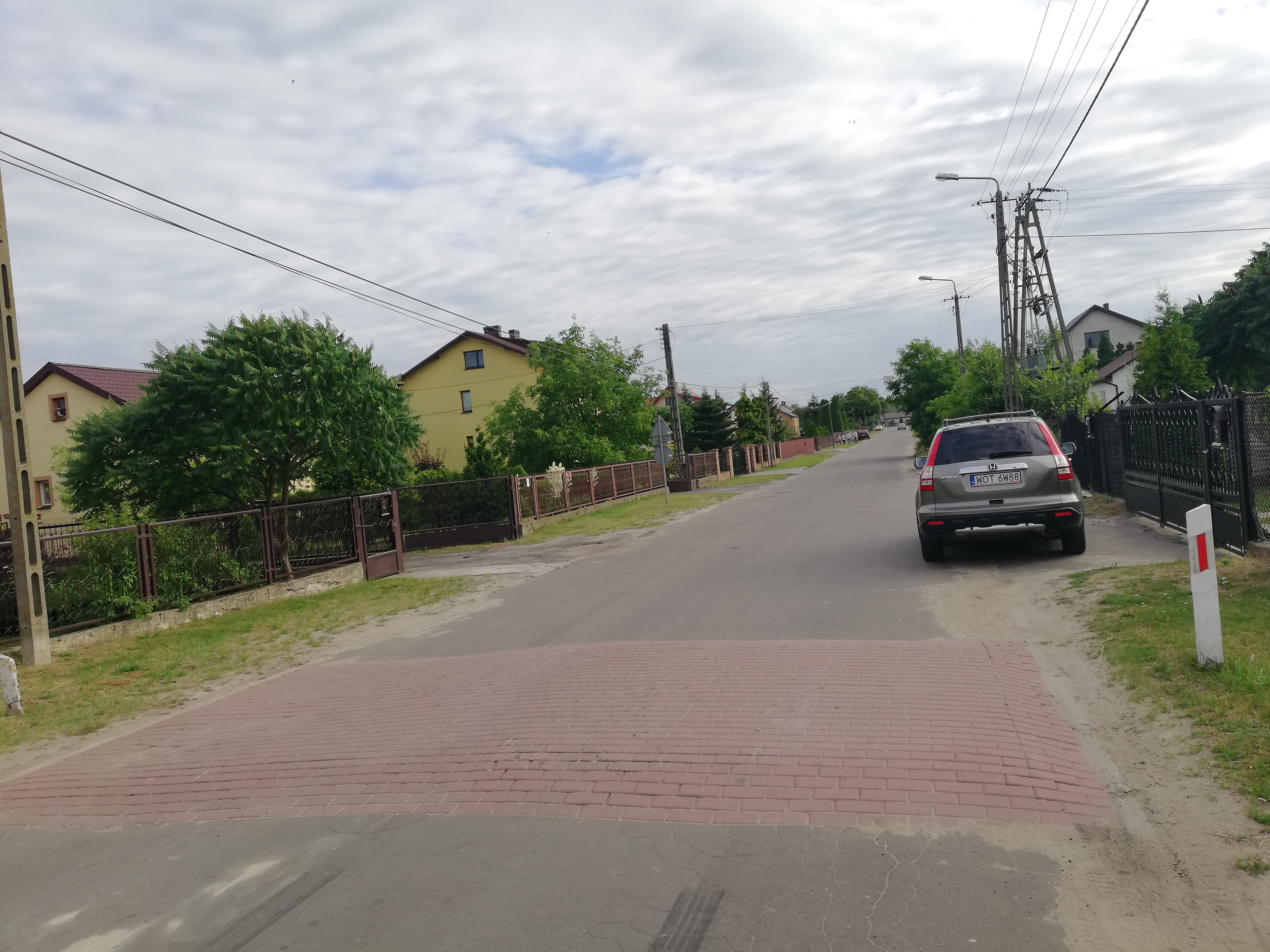
منظر لبيتروويس
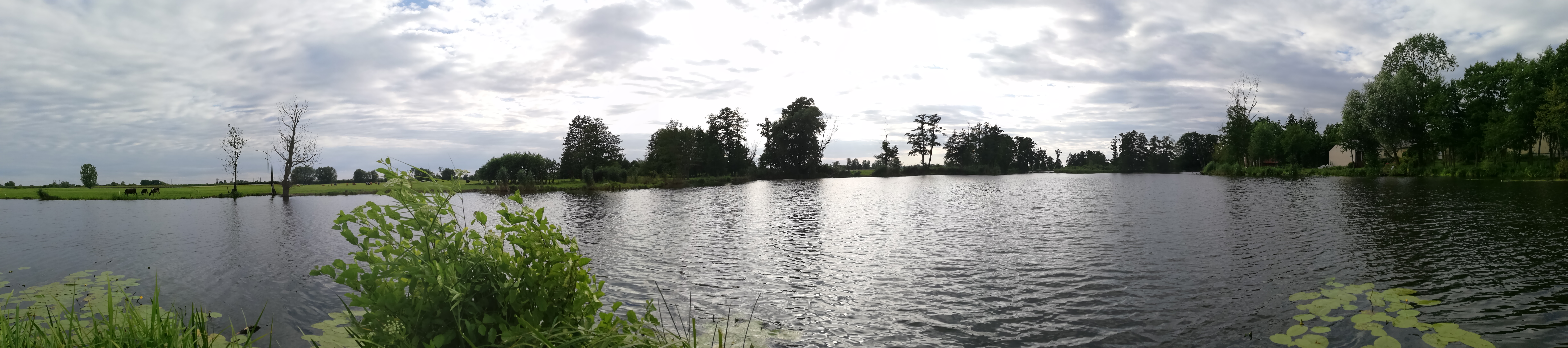
صورة بانورامية لبحيرة في بيتروويس
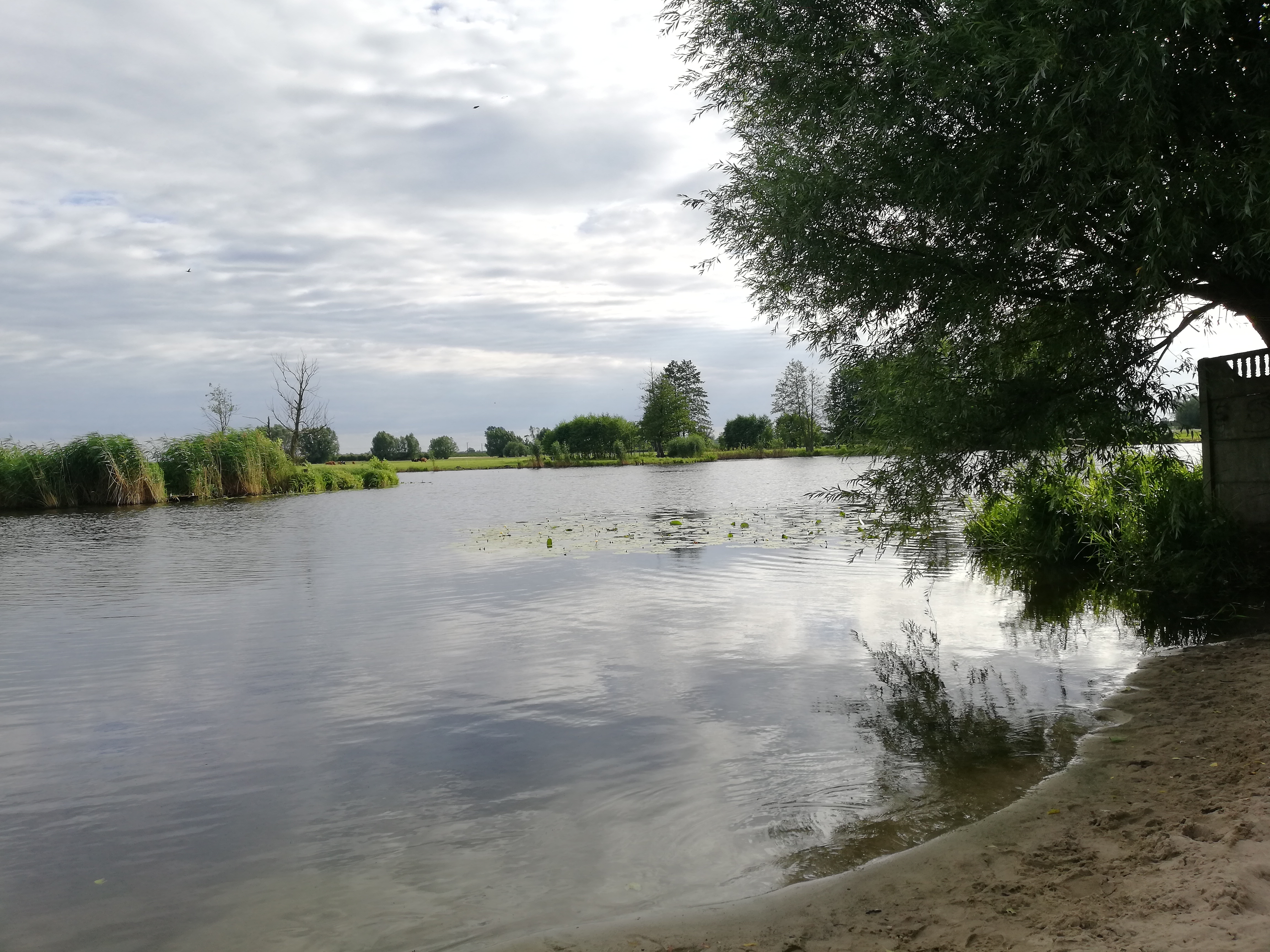
بحيرة في بيتروويس
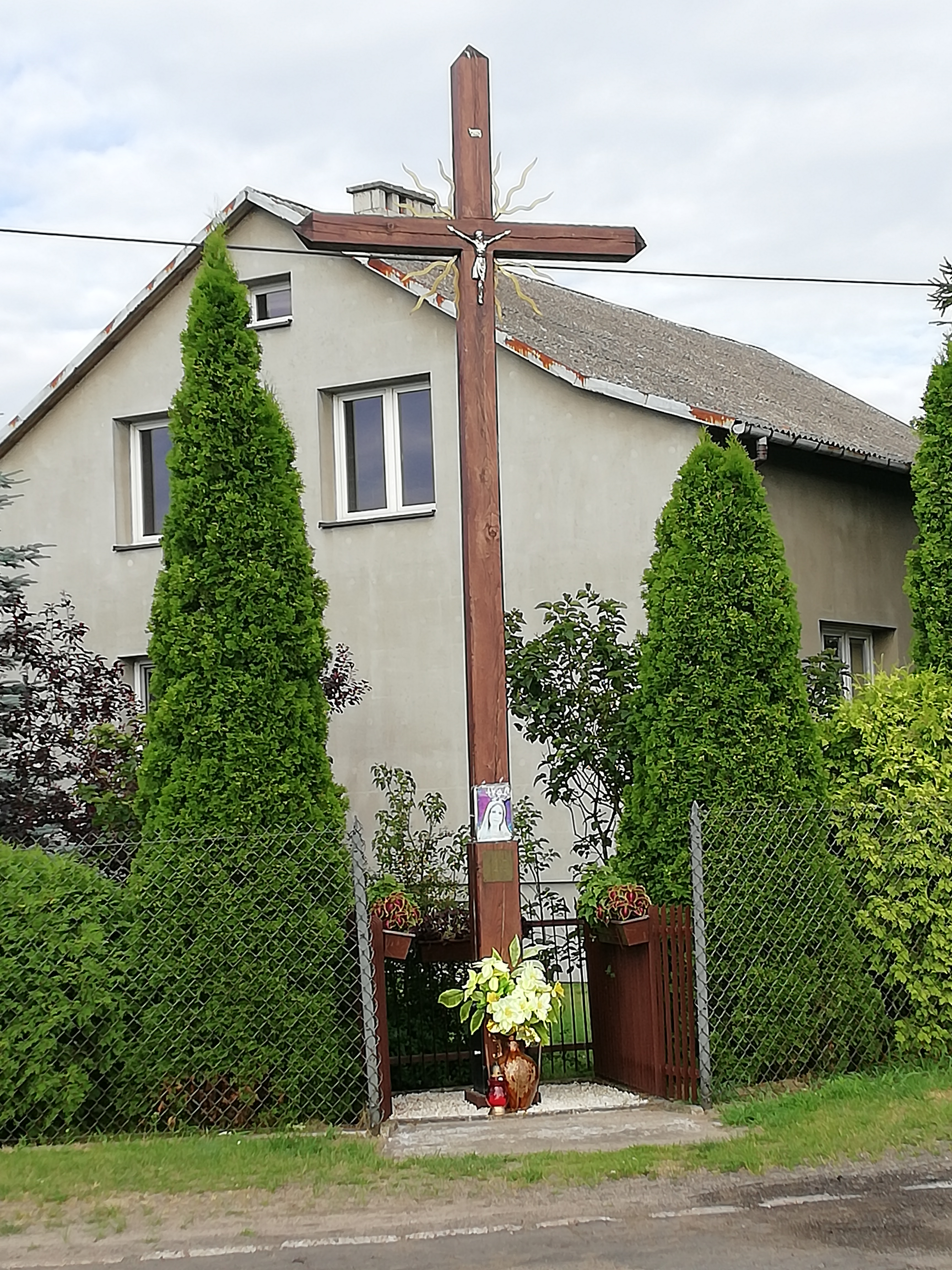
صليب في مدينة بيتروويس